# Delafossita
La delafossita o delafosita es la forma mineral de un óxido de cobre y hierro cuya composición es Cu1+Fe3+O2.
Este mineral fue descrito por primera vez en 1873 por el químico Charles Friedel, quien le asignó su nombre en honor al mineralogista y cristalógrafo francés Gabriel Delafosse (1796-1878).

## Propiedades
La delafossita es un mineral opaco de color negro y brillo metálico. Bajo luz reflejada muestra una coloración rosa-pardo clara.
Es un mineral quebradizo que tiene una dureza de 5,5 en la escala de Mohs y una densidad de 5,41 g/cm³.
Cristaliza en el sistema trigonal, clase hexagonal escalenoédrica (3 2/m). Muestra pleocroísmo (presenta diferentes colores cuando se observa desde distintos ángulos, especialmente con luz polarizada): pardo dorado claro (O) y pardo rosáceo (E).
Sus contenidos aproximados de cobre y hierro son del 41 % y 35 % respectivamente, siendo un mineral ligeramente magnético.
Es fácilmente soluble en ácido clorhídrico y agua regia, pero solo ligeramente soluble en ácido nítrico.
Es el miembro principal del grupo que lleva su nombre, grupo de la delafossita; estos son minerales de fórmula ABO2 que cristalizan en el sistema trigonal, donde A = Cu1+, Ag1+ y B = Fe3+, Cr3+, Al. La mcconellita es otra especie mineral miembro de este grupo.

## Morfología y formación
La delafossita forma cristales tabulares según {0001}, cuya longitud puede ser de hasta 8 mm. También puede presentarse como cortezas botrioidales o con hábito esferulítico, pulvurulento o masivo.
Principalmente es un mineral secundario encontrado cerca de la base en zonas oxidadas de depósitos de cobre; menos habitualmente como mineral primario.
Puede estar asociado a cuprita, cobre, tenorita, malaquita, hematita y caolinita.

## Yacimientos
La localidad tipo de este mineral es el depósito de cobre de Mednorudyanskoye, en Nizhni Taguil (montes Urales, Rusia). Alemania cuenta con yacimientos en Leonberg (Baviera), selva de Oden (Hesse) y en varios enclaves de la Selva Negra (Wolfach, Schenkenzell, Gengenbach y Freudenstadt). También hay depósitos en Campiglia Marittima y Piombino (Toscana), así como en Rožňava (región de Košice, Eslovaquia). En España se encuentra delafossita en la mina Cartagenera (Sevilla), Fombuena (Zaragoza) y en Villarreal de Álava (País Vasco).
En México hay depósitos en las minas Ojuela y Descubridora (Durango), así como en la mina Milpillas (Cuitaca, Sonora), cuya explotación comenzó en 2006.
Argentina cuenta con yacimientos en Farallón Negro (Catamarca), Uspallata (Mendoza), Loncopué (Neuquén) y Tres Cerros (Santa Cruz).